# 六點 (印地安納州亨德里克斯縣)
六點（英語：Six Points）是位於美國印地安納州亨德里克斯縣的一個非建制地區。該地的面積和人口皆未知。